# Fujiwara no Korechika
Fujiwara no Korechika (藤原 伊周, 974 – 14 de febrer, 1010), segon fill de Michitaka, va ser un kugyo (noble japonès) del període Heian. La seva mare era Takashina no Takako, també coneguda com a Kō-no-Naishi (高内侍). La seva germana Teishi (Sadako) estava casada amb l'emperador Ichijō, i Korechika aspirava a convertir-se en el regent (Sessho) del seu jove cunyat després de la mort del seu pare. Les ambicions (finalment infructuoses) de Korechika el van enfrontar al seu poderós oncle, Fujiwara no Michinaga, i la lluita pel poder resultant va continuar fins a la mort inesperada de l'emperadriu Teishi. Això va deixar la filla de Michinaga, Shoshi, com l'única emperadriu d'Ichijō, consolidant el poder de Michinaga a la cort.
A Chōtoku 2 (長徳２年) (996), Korechika i el seu germà petit Takaie van ser exiliats a Dazaifu. Korechika va ser acusat de llançar una fletxa a l'emperador retirat Kazan, i de realitzar una maledicció esotèrica de Shingon coneguda com Daigensuihō (大元帥法), que estava reservada únicament per a l'emperador. Va ser indultat un any més tard, i posteriorment es va convertir en Jun-Daijin (ministre associat; 准大臣).
Korechika de vegades es coneix com Gidō-sanshi (儀同三司) o Sochi no Naidaijin (帥内大臣).

## Carrera
- Shōryaku 2 (991): anomenat Sangi (参議)
- Shōryaku 3 (992): anomenat Gon-no- Chūnagon (権中納言)
- Shōryaku 3 (992): anomenat Gon-no- Dainagon (権大納言)
- Shōryaku 5, el 28è dia del 8è mes (994): anomenat Naidaijin (内大臣)
- Chōtoku 2, el dia 24 del 4t mes (996): Exiliat a Dazaifu.
- Chōtoku 3, el 5è dia del 4t mes (997): Indultat i autoritzat per tornar a Heian-kyō
- Kankō 5, el dia 16 del primer mes (1008): anomenat Jun-Daijin (准大臣)
- Kankō 7, el 28è dia del primer mes (14 de febrer de 1010): va morir als 37 anys.

## Matrimonis i fills
Estava casat amb una filla de Gon-no- Dainagon Minamoto no Shigemitsu (源重光の娘).
Van tenir tres fills.
- Fujiwara no Michimasa (道雅) ( Ara-sammi , 荒三位) (992-1054) - Sakyo-no-Daibu (左京大夫)
- filla, casada amb Fujiwara no Yorimune (fill de Fujiwara no Michinaga)
- Chikako (周子), dama de companyia de l'emperadriu Shōshi, consort de l'emperador Ichijō, i casada amb Fujiwara no Yoshiyori